# Ара мартинікський
Ара мартинікський (Ara martinica) — вимерлий птах родини папугових.

## Відкриття
Вид уперше науково описав і назвав Волтер Ротшильд у 1905 році на основі короткого повідомлення у XVII столітті з острова Мартиніка. Ротшильд спочатку назвав цих папуг Anodorhynchus martinicus. Жодних доказів існування цього папуги, окрім вищезгаданого опису, який ліг в основу наукового, немає. Кістки досі не знайдені. Можливо, це був не самостійний вид, а лише підвид синьо-жовтого ара або навіть острівна популяція, завезена на Мартиніку людиною. Останні згадки належать до 1640 року.